# شورت (دهانه)
شورت یک دهانه برخوردی در ماه‌ است.

## دهانه‌های اقماری
این دهانه ۲ دهانه اقماری دارد.
| Short | عرض جغرافیایی | طول جغرافیایی | قطر          |
| ----- | ------------- | ------------- | ------------ |
| A     | ۷۶.۹° S       | ۰.۵° W        | ۳۴.۰ کیلومتر |
| B     | ۷۵.۵° S       | ۵.۰° W        | ۷۱.۰ کیلومتر |